# Vertrag von Paris (1801)
Der Vertrag von Paris vom 24. August 1801 sicherte Bayern den Besitz seiner rechtsrheinischen Landesteile zu und enthielt das Versprechen Frankreichs, für von ihm beanspruchte linksrheinische Gebiete des Kurfürstentums einen baldigen Ersatz zu bieten. Der Vertrag war ein Entgegenkommen des Ersten Konsuls der Französischen Republik, Napoléon Bonaparte, für den machtpolitischen Schwenk Bayerns zu Frankreich.
Bayern war am ersten und Zweiten Koalitionskrieg auf Seiten Österreichs und damit des Kaisers beteiligt. Die militärischen Auseinandersetzungen hatte hierbei Frankreich für sich entschieden. Der Frieden von Lunéville am 9. Februar 1801, von Österreichs Herrscher und in Personalunion Kaiser des Heiligen Römischen Reiches, Franz II., mit Frankreich geschlossen, führte unter anderem auch zu Verlusten bayerischen Territoriums. 
Der 1799 Kurfürst gewordene Maximilian I. Joseph aus der Linie Pfalz-Zweibrücken war eher frankophon orientiert, weil er Jugendjahre in Frankreich verbracht hatte. Die Führung des süddeutschen Mittelstaats Bayern wollte sich aus der engen Verbindung mit Wien herauslösen, bestand doch der Verdacht, dass sich die Habsburger des bayerischen Kurfürstentums durch Annexion bemächtigen wollten. Die gemeinsam erlittene Niederlage in der Schlacht bei Hohenlinden am 3. Dezember 1800 gegen die napoleonische Armee zerschnitt das bisherige Band zwischen Bayern und Österreich endgültig. Bayern nahm den negativen Kriegsausgang zum Anlass einer Annäherung an Napoléon und der Unterstützung französischer Politik. Man konnte sich in München ausrechnen, dass das Land permanent gefährdet war, zum Aufmarschgebiet oder Schlachtfeld bei Auseinandersetzungen zwischen den europäischen Großmächten Frankreich und Österreich zu werden. Die Hinwendung nach Paris geschah wohl auch zum damals militärisch Stärkeren der beiden Antagonisten. 
Dem bayerisch-französischen Vertrag von 1801 folgte eine Zeit der Beruhigung und eine fruchtbare Zusammenarbeit mit der Grande Nation.
Bayern verlor durch die Regelungen von Lunéville und Paris die ganze Rheinpfalz und die Herzogtümer Zweibrücken und Jülich (rund 12.400 km² mit 690.000 Einwohnern). Es erhielt einige Monate darauf durch den Reichsdeputationshauptschluss (1803) mit den Bistümern Würzburg, Bamberg, Augsburg, Freising, einem Teil von Passau und Eichstätt, mit 12 Abteien und 15 früheren Reichsstädten eine beachtliche Entschädigung (rund 18.000 km² mit 900.000 Einwohnern).
Siehe auch: Habsburgisch-Französischer Gegensatz